# كيلي لان
كيلي لان (بالإنجليزية: Keli Lane)‏ هي لاعبة كرة الماء أسترالية، ولدت في 21 مارس 1975.